# Bijsteren

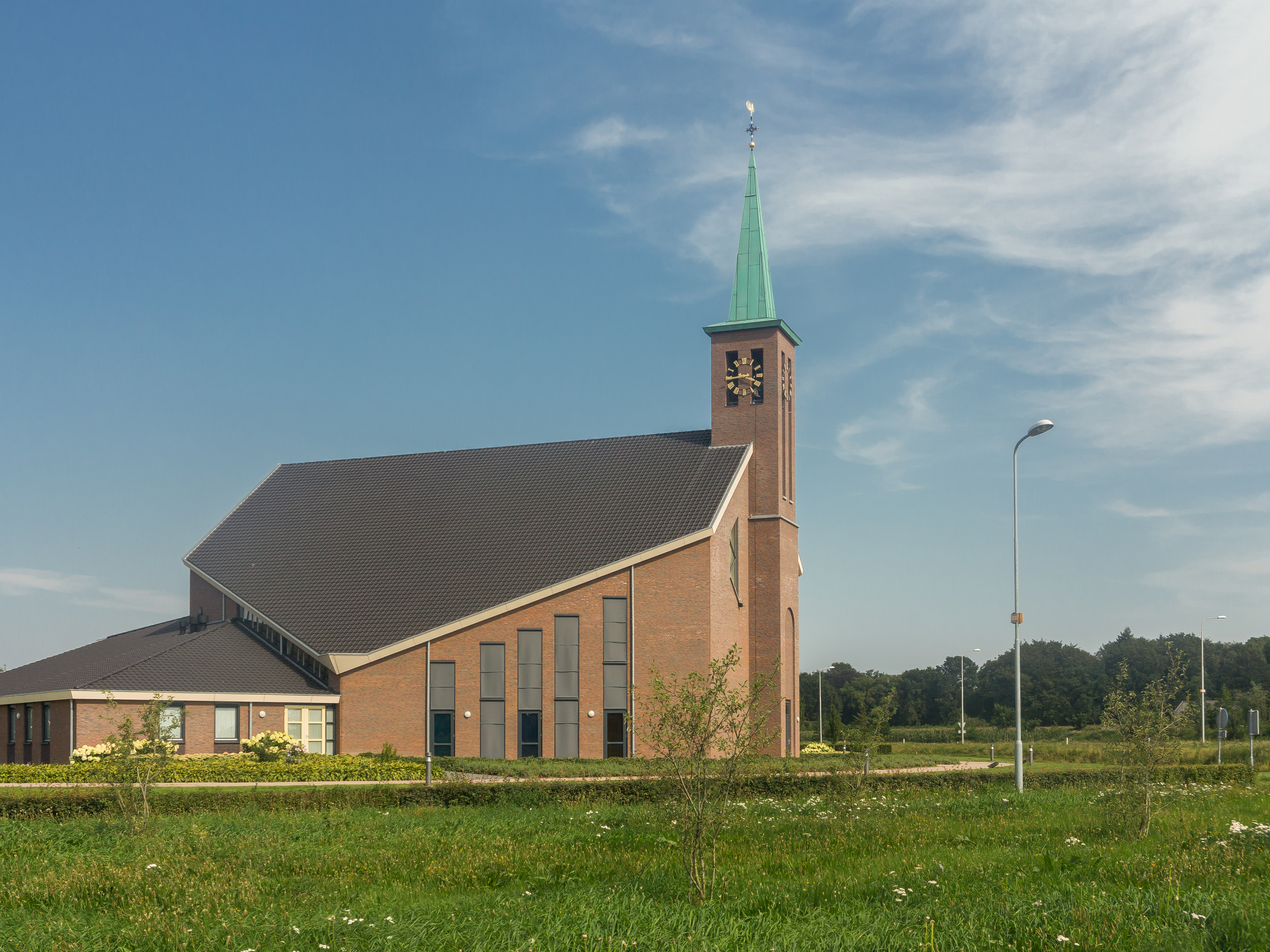
Bijsteren, kerk van de Hersteld Hervormde Gemeente

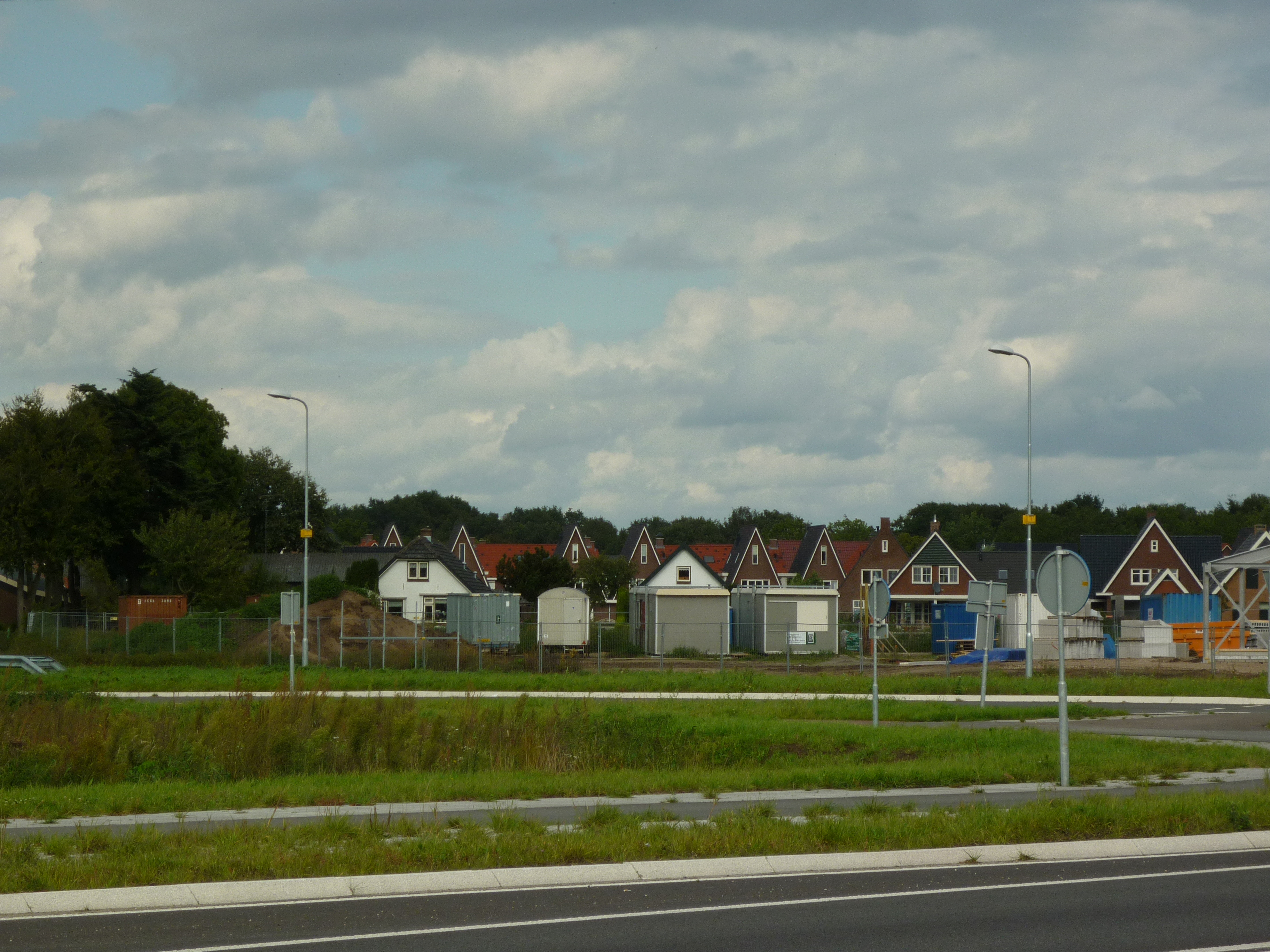
Bijsteren

Bijsteren is een wijk, tot voor kort nog een agrarisch gebied, in de gemeente Putten, in de Nederlandse provincie Gelderland. Zij ligt rondom de provinciale weg tussen de dorpskern Putten en Nijkerk.
In 2006 is begonnen met de bouw van 800 woningen in dit gebied, waarvoor de naam 'Plan Bijsteren' is gebruikt. Vanaf eind 2006 zijn de eerste woningen in de nieuwe wijk bewoond.